# 1,2-萘醌
1,2-萘醌，萘醌的一种异构体。为橙黄色粉末或结晶。微溶于水，溶于乙醇、乙醚和苯。由1-氨基-2-萘酚氧化而得。用于有机合成和染料制造。